# (3881) Doumergua
(3881) Doumergua est un astéroïde de la ceinture principale.

## Description
(3881) Doumergua est un astéroïde de la ceinture principale. Il fut découvert le 15 novembre 1925 à Alger par Benjamin Jekhowsky. Il présente une orbite caractérisée par un demi-grand axe de 2,45 UA, une excentricité de 0,15 et une inclinaison de 3,6° par rapport à l'écliptique.

## Compléments